# Statue von Niels Wilhelm Gade

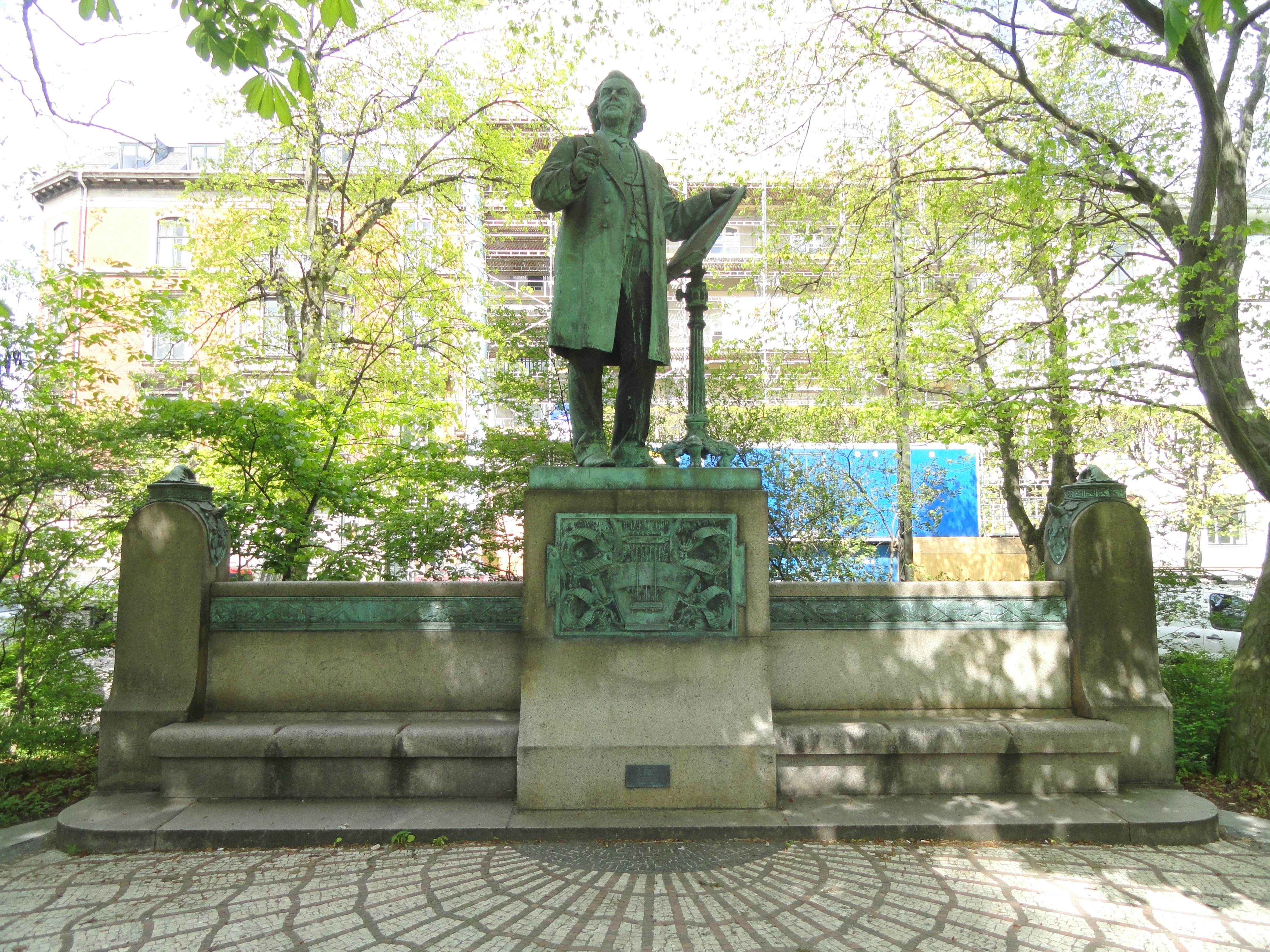
Statue von Niels Wilhelm Gade im Østre Anlæg

Die Statue von Niels Wilhelm Gade ist eine Statue auf dem Østre Anlæg in Kopenhagen. Sie zeigt Gade beim Dirigieren von Elverskud, einem seiner bekanntesten Werke. Das Denkmal stand ursprünglich auf dem Sankt Annæ Plads, wurde aber im Mai 1934 an seinen heutigen Standort versetzt.

## Geschichte

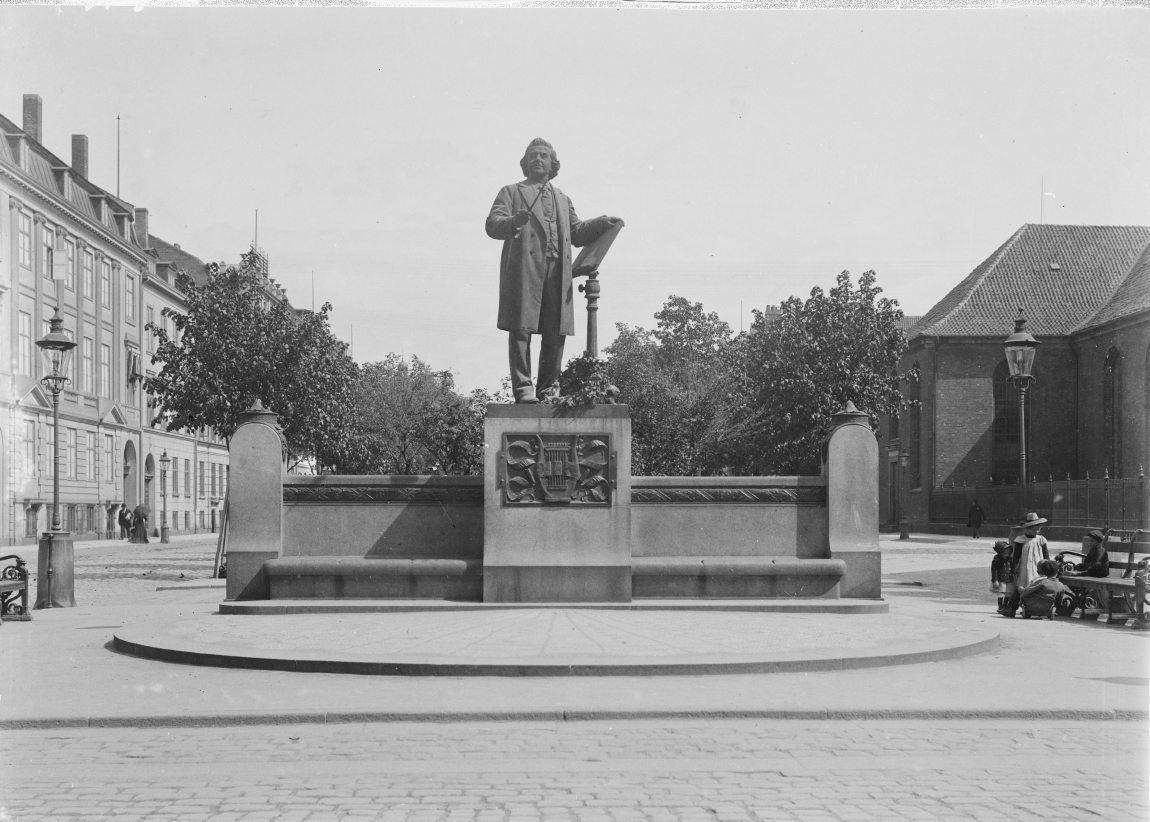
Statue von Niels Wilhelm Gade auf dem Sankt Annæ Plads

Der Komponist Niels Wilhelm Gade starb 1890. Einige Jahre später begann ein Komitee von Privatpersonen, sich für die Errichtung eines Denkmals für den Komponisten einzusetzen. Man entschied sich für den Sankt Annæ Plads in der Nähe der Garnisonskirche, wo Gade viele Jahre als Organist gewirkt hatte. Das Komitee beauftragte den Bildhauer Vilhelm Bissen mit dem Entwurf eines Denkmals. Die Bronzeskulptur wurde in der Bronzegießerei von Lauritz Rasmussen gegossen. Das Denkmal wurde am 24. Juni 1897 auf dem Sankt Annæ Plads enthüllt. Im Mai 1934 wurde das Denkmal an seinen heutigen Standort im Østre Anlæg versetzt.

## Beschreibung
Das Denkmal besteht aus einer Bronzestatue von Niels Gade auf einem Granitsockel, in den eine lange Sitzbank integriert ist. Das Denkmal hat die Maße 455 × 640 × 107 cm. Es steht neben dem Zaun an der Stockholmsgade (Nr. 45).
Gade steht auf einem erhöhten Podest mit Notenständer. Vor ihm liegt eine aufgeschlagene Dirigierpartitur mit einer Seite von Elverskud und auf der Rückseite ist der Name des Werkes eingraviert. Auf dem Sockel befindet sich ein Relief mit einer Leier und dem Namen des Komponisten in Großbuchstaben. Ein Band auf der Bank ist mit einigen der bekanntesten Werke Gades beschriftet: "OSSIAN", "SYMFONI I C Mol", "1817", "ELVERSKUD", "COMALA", "FORAARSFAN-TASIER", "KALANUS", "1890", "KORSFARERNE" und "PSYCHE". 